# ФК Сплит
РНК Сплит је хрватски фудбалски клуб из Сплита. Клуб је основан 1912., а утакмице игра на стадиону Парк младежи капацитета 8.000 места. Клуб је у сезони 2009/10. освојио прво место у Другој лиги Хрватске тако да ће се од сезоне 2010/11. такмичити у Хрватској првој лиги.
Клуб је два пута играо у Првој савезној лиги Југославије. Први пут у сезони 1957/58. када су заузели 11. место од укупно 14. клубова. Одлуком да се лига смањи на 12 клубова, четири клуба су морала да напусте лигу, а Сплиту је недостајало само један гол да остане у Првој лиги. Други пут су у Првој лиги играли у сезони 1960/61., а ни та сезона није била ништа успешнија од претходног пута када су играли у елитном рангу, заузели су 11. место од укупно 12 клубова, овај пут им је недостајао само један бод за опстанак.

## Успеси клуба
- Куп Хрватске
  - Финалиста (1) : 2014/15.